# Джоузеф Кенеди III
Джоузеф Патрик Кенеди III (на английски: Joseph Patrick Kennedy III) е американски политик от Демократическата партия, който от 2013 г. служи като член на Камарата на представителите на САЩ за щата Масачузетс.

## Биография
Роден е на 4 октомври 1980 г. в Бостън, Масачузетс. Завършил е Станфордския университет и Харвардския университет.
Той е един от двамата синове близнаци на представителя от Масачузетс (1987 – 1999) Джоузеф Кенеди II.
Той е внук на главния прокурор на САЩ (1961 – 1964) и сенатор от Ню Йорк (1965 – 1968) Робърт Кенеди, правнук на американския посланик на САЩ във Великобритания (1937 – 1940) Джоузеф Кенеди. 35-ият президент на САЩ (1961 – 1963) Джон Кенеди и сенаторът от Масачузетс (1962 – 2009) Тед Кенеди са братя на дядо му Робърт Кенеди.
Той има ирландски произход и е пето поколение политик.
Женен е има две деца.